# سرخ قلعه سر انزاء
قلعه سرخ سر انزاء مربوط به دوره ساسانیان است و در شهرستان فیروزکوه، روستای سرانزا واقع شده و این اثر در تاریخ ۲۰ آذر ۱۳۷۹ با شمارهٔ ثبت ۲۹۳۱ به‌عنوان یکی از آثار ملی ایران به ثبت رسیده است.